# Staroleśna Kopa

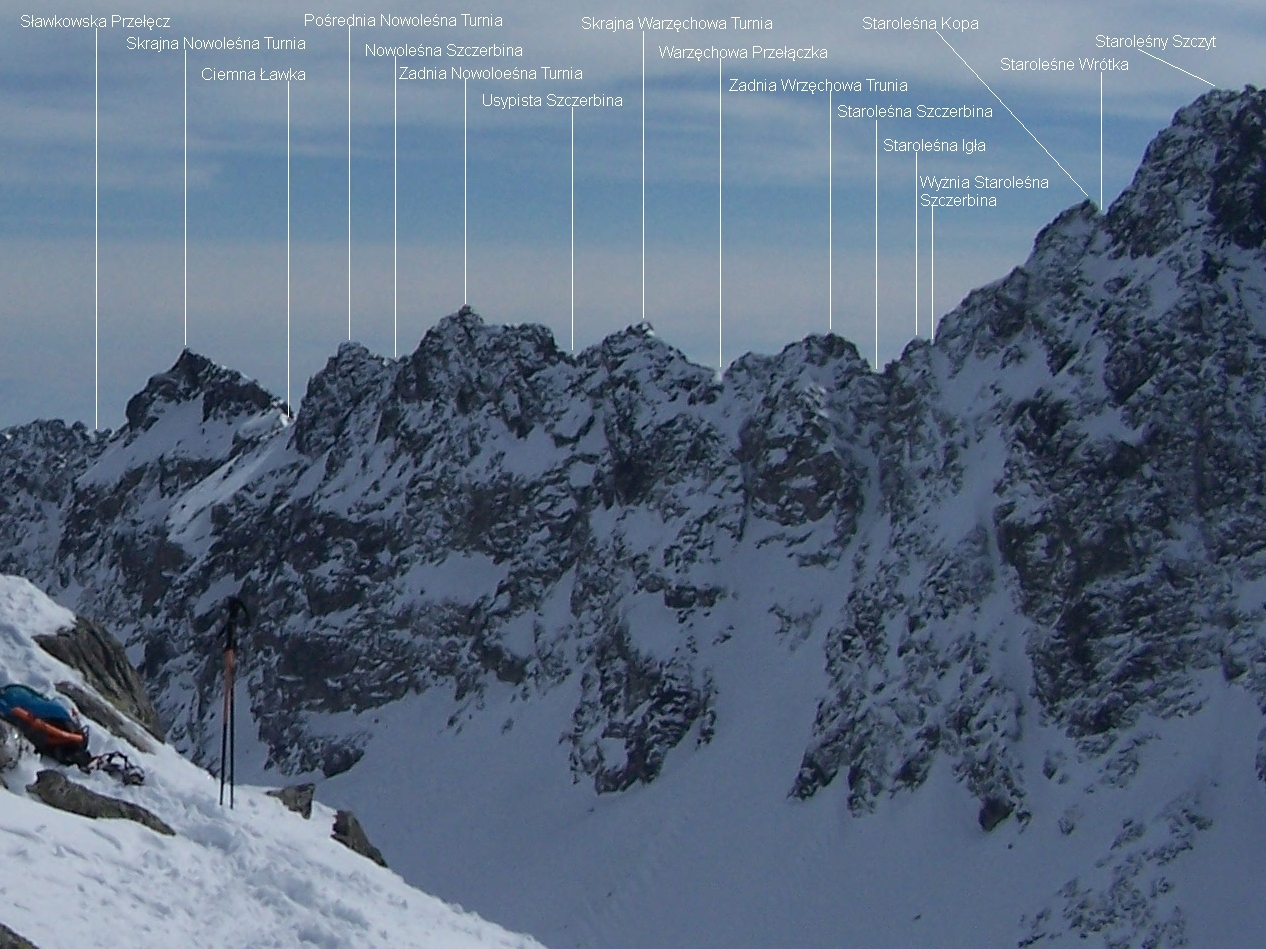
Widok na Nowoleśną Grań ze Świstowego Szczytu

Staroleśna Kopa (słow. Starolesnianska kopa, niem. Altwalddofer Koppe, węg. Szekrényes-púp) – turnia w bocznej grani słowackich Tatr Wysokich. Znajduje się we  wschodniej grani Staroleśnego Szczytu, pomiędzy Staroleśnymi Wrótkami (Starolesnianska bránka) i Wyżnią Staroleśną Szczerbiną (Vyšná Starolesnianska štrbina).
Przez Staroleśną Kopę przechodzą taternicy podczas przejścia grani Sławkowski Szczyt – Mała Wysoka. Jest to długa i miejscami krucha grań. Przejście to najlepiej wykonać w kierunku Sławkowski Szczyt – Mała Wysoka.